# Gor Minasian
Gor Minasian (en armenio: Գոռ Մինասյան; Guiumri, 25 de octubre de 1994) es un deportista armenio que compite en halterofilia (desde 2021 bajo la bandera de Baréin).
Participó en dos Juegos Olímpicos de Verano, obteniendo dos medallas, plata en Río de Janeiro 2016 (+105 kg) y bronce en París 2024 (+102 kg).
Ganó seis medallas en el Campeonato Mundial de Halterofilia entre los años 2015 y 2023, y cuatro medallas en el Campeonato Europeo de Halterofilia entre los años 2016 y 2022.

## Palmarés internacional
| Representando a Armenia |                          |                   |           |
| Juegos Olímpicos        |                          |                   |           |
| Año                     | Lugar                    | Medalla           | Categoría |
| 2016                    | Río de Janeiro (Brasil)  | Medalla de plata  | +105 kg   |
| Campeonato Mundial      |                          |                   |           |
| Año                     | Lugar                    | Medalla           | Categoría |
| 2015                    | Houston (Estados Unidos) | Medalla de bronce | +105 kg   |
| 2018                    | Asjabad (Turkmenistán)   | Medalla de plata  | +109 kg   |
| 2019                    | Pattaya (Tailandia)      | Medalla de plata  | +109 kg   |
| 2021                    | Taskent (Uzbekistán)     | Medalla de bronce | +109 kg   |
| Campeonato Europeo      |                          |                   |           |
| Año                     | Lugar                    | Medalla           | Categoría |
| 2016                    | Førde (Noruega)          | Medalla de plata  | +105 kg   |
| 2017                    | Split (Croacia)          | Medalla de plata  | +105 kg   |
| 2021                    | Moscú (Rusia)            | Medalla de plata  | +109 kg   |
| 2022                    | Tirana (Albania)         | Medalla de bronce | +109 kg   |
| Representando a Baréin  |                          |                   |           |
| Juegos Olímpicos        |                          |                   |           |
| Año                     | Lugar                    | Medalla           | Categoría |
| 2024                    | París (Francia)          | Medalla de bronce | +102 kg   |
| Campeonato Mundial      |                          |                   |           |
| Año                     | Lugar                    | Medalla           | Categoría |
| 2022                    | Bogotá (Colombia)        | Medalla de plata  | +109 kg   |
| 2023                    | Riad (Arabia Saudita)    | Medalla de bronce | +109 kg   |